# Morton Grove
Morton Grove ist ein Village im Cook County im Nordosten des US-amerikanischen Bundesstaates Illinois, etwa 20 km nordwestlich von Chicago. Morton Grove ist Bestandteil der Metropolregion Chicago. Das U.S. Census Bureau hat bei der Volkszählung 2020 eine Einwohnerzahl von 25.297 ermittelt.
Die ersten Siedler aus England kamen in den 1830er Jahren, gefolgt von einem Zuzug von deutschen Siedlern ein Jahrzehnt später. 1872, als die Eisenbahn den Ort erreichte, hatte Morton Grove um 100 Einwohner.
Zu Ehren des Finanziers der Strecke, dem späteren US-amerikanischen Vizepräsidenten Levi P. Morton, erhielt die Ortschaft ihren Namen. Um das Jahr 1890 entstand eine zweite Eisenbahnlinie nach Morton Grove. Ungefähr zur gleichen Zeit wurden die ersten Gewächshäuser in Ort gebaut. Die in ihnen gezüchteten Blumen wurde für die nächsten 40 Jahre zur Hauptindustrie der Ortschaft mit bis zu 500 Beschäftigten. Während der Prohibition kamen zahlreiche Roadhouses hinzu, die dem illegalen Glücksspiel und dem Alkoholkonsum dienten.
Die Weltwirtschaftskrise traf Morton Grove massiv, die Gewächshäuser schlossen. Erst in den 1940er Jahren entstanden im Ort kleinere Industriebetriebe.
Bis in die 1970er Jahre war Morton Grove eine fast ausschließlich von "Weißen" bewohnte Ortschaft, seit Mitte der 1980er Jahre kam es jedoch zu einem sich verstärkenden Zuzug asiatischstämmiger Bewohner. Im Jahr 2004 stellten sie fast 1/4 der Bevölkerung und damit den höchsten Anteil in einer Ortschaft in Illinois.
1981 errang Morton Grove einige auch internationale Bekanntheit, als es als erste Kommune der Vereinigten Staaten durch Verordnung das Tragen von Schusswaffen für jedermann verbot. Dieses Verbot gilt als Title 6, Chapter 2, No 3 des Village Codes bis heute.
Morton Grove ist Sitz des Patriarchen der Assyrischen Kirche des Ostens. Diese gehört zu den ältesten christlichen Gemeinschaften der Welt und wurde von den Aposteln Thaddäus und Thomas um 37 n. Chr. in Seleukia-Ktesiphon (Mesopotamien) gegründet. Aufgrund der Christenverfolgungen in der Türkei und im Irak wurde das Patriarchat 1940 in die USA verlegt, Amtsinhaber ist seit 1976 Mar Dinkha IV. Khanania. Die Assyrische Kirche ist jedoch seit 1968 gespalten, die andere Hälfte nennt sich seitdem Alte Kirche des Ostens und wird von einem Patriarchen mit Sitz in Bagdad geleitet.

## Söhne und Töchter der Stadt
- Derek Edwardson (* 1981), Eishockeyspieler
- Marlee Matlin (* 1965), Schauspielerin